# Скрытоглав зверобойный
Скрытоглав зверобойный (лат. Cryptocephalus moraei) — вид листоедов (Chrysomelidae) из подсемейства скрытоглавов (Cryptocephalinae). Жуки обычно летают с мая по июль. Предпочитают поля и склоны, встречаются на зверобое. Распространены в Европе и Турции.

## Описание
Длина тела 3-5 мм. Основной цвет жука — глянцево-чёрный.

## Вариетет
- Cryptocephalus moraei var. bivittatus Gyllenhaal